# Bois du Roi (Oise)
Pour les articles homonymes, voir Bois du Roi.
Le bois du Roi est une forêt privée, située au sud-est du département de l'Oise, en France.

## Caractéristiques
S'étendant de Betz à Versigny, le bois du Roi est situé sur les cantons de Betz, Nanteuil de Haudouin et Crépy en Valois. Sa superficie est de 3 269 hectares

Outre le massif boisé, le site abrite un certain nombre de milieux remarquables comme des chaos gréseux qui dominent des landes sèches à callune installés sur des buttes sableuses.
Le bois du Roi est classé site natura 2000 avec le Massif des Trois Forêts dont il n'est séparé que de quelques kilomètres.

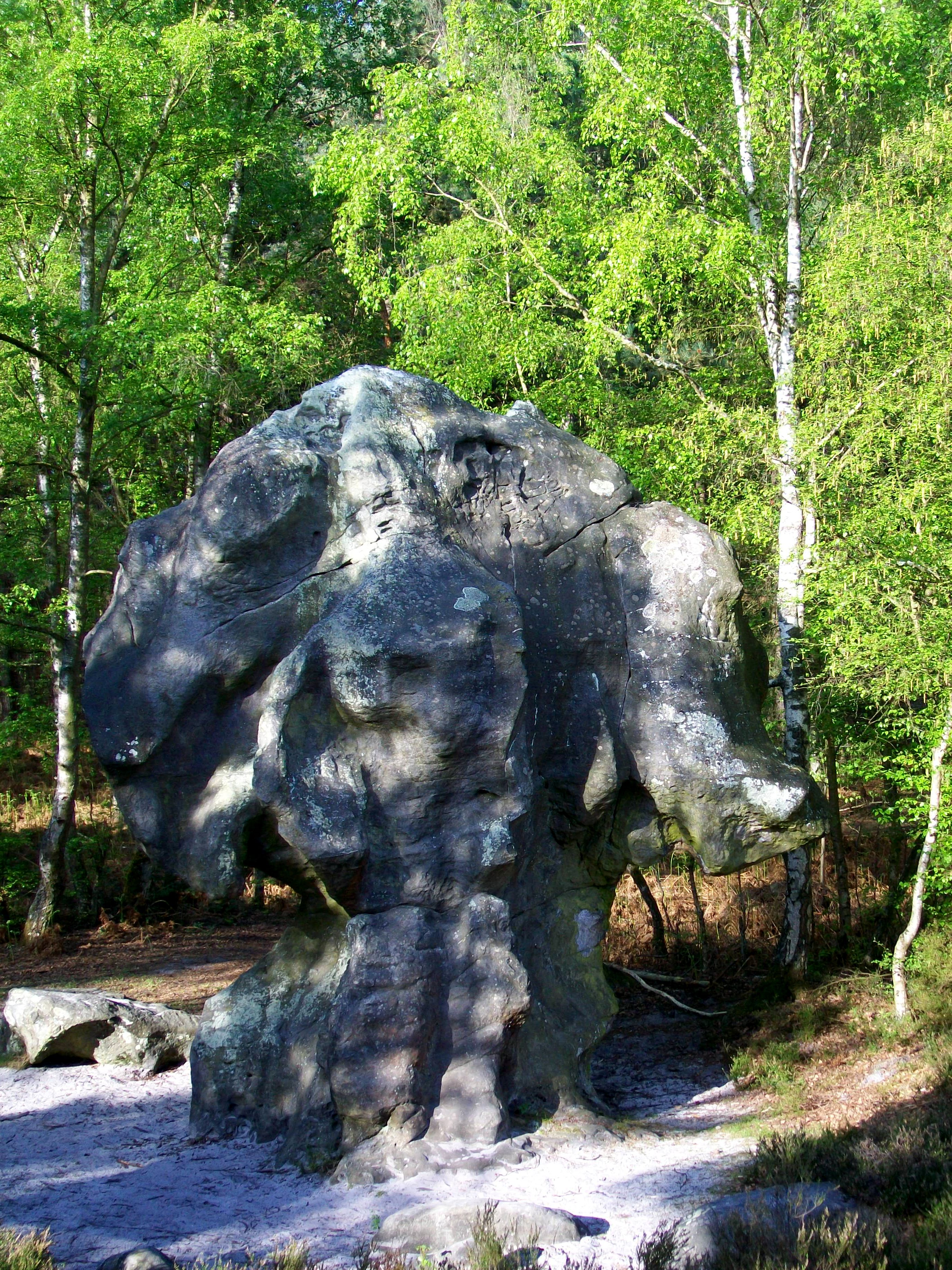
La pierre au Coq, bloc de grès, curieuse formation naturelle dans le bois du Roi.

L'une des curiosités du bois est la pierre au Coq. Cette pierre, particulière, constituée de grès a été créée par le dépôt de particules au fond des océans. 

### Flore remarquable
- Anémone fausse-renoncule (Anemone ranunculoides) ;
- Bruyère cendrée (Erica cinerea)
- Bruyère à quatre angles (Erica tetralix) ;
- Chêne pubescent (Quercus pubescens) ;
- Genêt des Anglais (Genista anglica) ;
- Jonc squarreux (Juncus squarrosus), sur les sables humides ;
- Laîche des lièvres (Carex ovalis) ;
- Laîche des sables (Carex arenaria) ;
- Mouron délicat (Anagallis tenella)
- Myrtille (Vaccinium myrillus) ;
- Potentille argentée (Potentilla argentea) ;
- Petite Pyrole (Pyrola minor)[2]...

## Villes et Villages que traverse la forêt
Ormoy-villers
Nanteuil-le-Haudoin
Levignen
Boissy-levignen
Rouville